# Тищенко Георгій Пилипович
Георгій Пилипович Ти́щенко (нар. 25 травня 1921, Засілля - 11 січня 2003, Вінниця) — український актор.

## Біографія
Народився 25 травня 1921 року в селі Засіллі (тепер Білозірка Вітовського району Миколаївської області, Україна). 1949 року закінчив Київський інститут театрального мистецтва. З 1949 року працював у Вінницькому українському музично-драматичному театрі. Член КПРС з 1955 року.

## Ролі
- Микита («Дай серцю волю, заведе в неволю» Кропивницького);
- Омелько («Мартин Боруля» І. Карпенка-Карого);
- Ангел («Дикий Ангел» Коломійця);
- Самоход («На сьомому небі» Зарудного);
- Вожак («Оптимістична трагедія» Вишневського);
- Гордій («Шануй батька свого» Лаврентьєва);
- Анатолій Іванович («… І змовкли птахи» Шамякіна);
- Аздак («Кавказьке крейдяне коло» Брехта) та інші.

## Відзнаки
- Народний артист УРСР з 1975 року;
- Нагороджений орденом Трудового Червоного Прапора.